# Лека (Московская область)
Ле́ка — деревня в Шатурском муниципальном районе Московской области, в составе сельского поселения Пышлицкое. Расположена в юго-восточной части Московской области в 1 км к западу от озера Дубового. Население — 63 чел. (2010). Деревня известна с 1628 года. Входит в культурно-историческую местность Ялмать.

## Название
В писцовой книге Владимирского уезда 1637—1648 гг. упоминается как деревня Лека, Калитеево тож, в материалах Генерального межевания 1790 года — Лека, Афанасьева и Акалетяева тож, с середины XIX века только Лека.
Существует несколько версий происхождения названия деревни. Название может происходить от термина лек — «участок хлебного поля, нива». По другой версии название связано с Лека, разговорной формой личных имён Александр и Алексей. Также, возможно, что в деревне был лекарь или находилась лековая конюшня, и отсюда пошло название. Однако по мнению Н. В. Давыдова топоним Лека нерусского происхождения. Второе наименование деревни Калитеево связано с фамилией Калитеевский.

## Физико-географическая характеристика

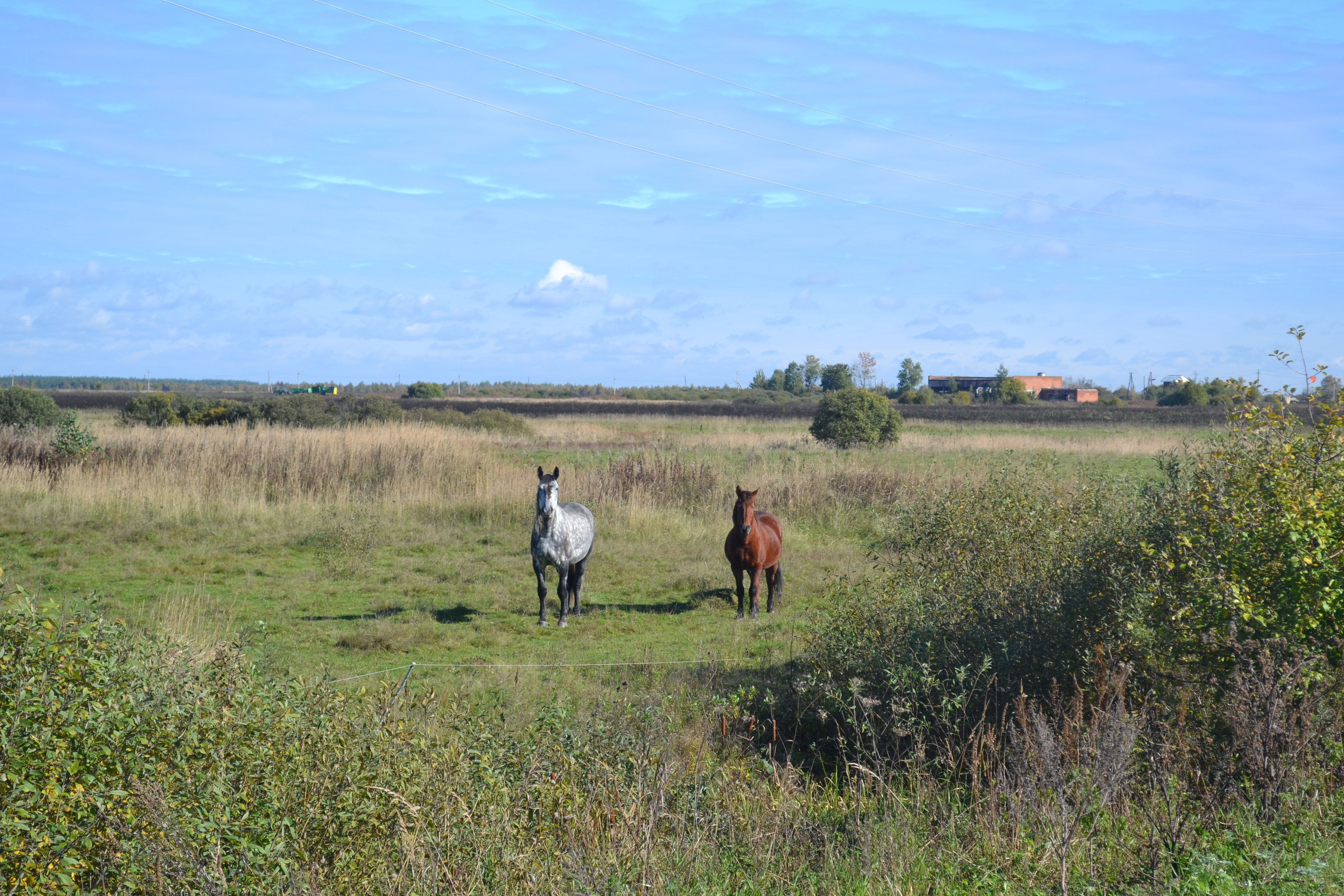
Поле около деревни

Деревня расположена в пределах Мещёрской низменности, относящейся к Восточно-Европейской равнине, на высоте 118 м над уровнем моря. Рельеф местности равнинный. Со всех сторон деревня, как и большинство соседних селений, окружена полями. В 0,3 км к северу от деревни протекает Ганинский ручей. В 1 км к востоку от деревни расположено озеро Дубовое, одно из Клепиковских озёр, через которые протекает река Пра.
По автомобильной дороге расстояние до МКАД составляет около 170 км, до районного центра, города Шатуры, — 59 км, до ближайшего города Спас-Клепики Рязанской области — 25 км, до границы с Рязанской областью — 9 км. Ближайший населённый пункт — деревня Старо-Черкасово, расположенная в 1 км к востоку от Леки.
Деревня находится в зоне умеренно континентального климата с относительно холодной зимой и умеренно тёплым, а иногда и жарким, летом. В окрестностях деревни распространены торфяно-болотные и дерново-подзолистые почвы с преобладанием суглинков и глин.
В деревне, как и на всей территории Московской области, действует московское время.

## История

### С XVII века до 1861 года
В XVII веке деревня Лека входила в Шеинскую кромину волости Муромское сельцо Владимирского уезда Замосковного края Московского царства. Деревня принадлежала главе московских стрельцов Григорию Михайловичу Аничкову, представителю дворянского рода Аничковых. Аничков выменял её в 7156 (1647/48) году у новгородцев Акима Ильича Нармацкого, Ипата Мелентьевича Вараксина и Ивана Андреевича Дирина на своё новгородское поместье. В писцовой книге Владимирского уезда 1637—1648 гг. Лека описывается как деревня на суходоле с тремя дворами, при деревне имелись пахотные земли среднего качества и сенокосные угодья:

Да в Шеинской кромине деревня Лека, Калитеево тож, на суходоле, а в ней во дворе крестьянин Афонька Мартынов да дети его Левка, да Куземка, да Ивашко. Да бобылеи во дворе Васька Федоров да брат его Сенька, у Сеньки дети Максимко да Степашко. Во дворе Ермолко Леонтьев да брат его Васька Иванов, у Ермолки сын Тихонко, у Васьки сын Данилко. Пашни паханые середние земли и с отъезжею пашнею, что у деревни Леур на Подборной, восемнадцать четвертей, да перелогу шесть четвертей, да лесом поросло пятнадцать четвертей без полуосьмины в поле, а в дву по тому ж; сена около поль двадцать копен. Да у Свята озера, в Елуковской заводи, по речке по Треснице, да по речке Павлачевской, да на озере на Чисемском, под Орлами, тридцать копен

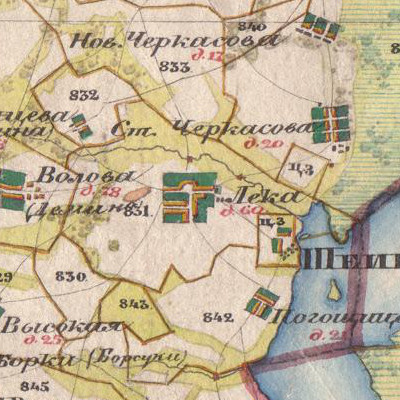
Деревня Лека на карте 1850 года

В результате губернской реформы 1708 года деревня оказалась в составе Московской губернии. После образования в 1719 году провинций деревня вошла во Владимирскую провинцию, а с 1727 года — во вновь восстановленный Владимирский уезд.
В 1778 году образовано Рязанское наместничество (с 1796 года — губерния). Впоследствии вплоть до начала XX века Лека входила в Егорьевский уезд Рязанской губернии.
В Экономических примечаниях к планам Генерального межевания, работа над которыми проводилась в 1771—1781 гг., деревня описана следующим образом:

Деревня Лекам, Акалетяева и Афанасьева тож, Настасьи Лукиной девиц Александры и Елизаветы Николаевых дочерей Дубасовых, девицы Анны Андреевой дочери Ржевской (22 двора, 70 мужчин, 75 женщин). На суходоле, земля иловатая, хлеб и покосы средственны, лес дровяной, крестьяне на оброке
В последней четверти XVIII века деревня принадлежала поручице Настасье Лукиничне Дубасовой, в 1797 году — Анне Андреевне Ржевской. В 1812 году деревней владели Павел Ржевский и помещики Языковы.
В Отечественной войне 1812 года погибли три жителя деревни — ополченцы Яковлев Иван, 35 лет, остался сын Антон; Васильев Сергей, 45 лет, остались сыновья Карп, Ларион и внук Емельян; Иванов Иван, 30 лет.
По данным X ревизии 1858 года, деревня принадлежала подполковник Федору Алексеевичу Огареву и вдове титулярного советника Анне Дмитриевне Волковой. По сведениям 1859 года Лека — владельческая деревня 1-го стана Егорьевского уезда по левую сторону Касимовского тракта, при колодцах. На момент отмены крепостного права владельцами деревни были помещики Огарев, Петров и помещица Волкова.

### 1861—1917
После реформы 1861 года из крестьян деревни было образовано три сельских общества, которые вошли в состав Лекинской волости.
В 1862 году волостной староста Федотов основал в деревне школу — Лекинское земское училище.
Согласно Памятной книжке Рязанской губернии на 1868 год в деревне имелись три ветряных мельницы с двумя поставами.
В 1883 году в деревне был большой пожар, сгорело 35 дворов.
В 1885 году был собран статистический материал об экономическом положении селений и общин Егорьевского уезда. Во всех сельских обществах деревни было общинное землевладение. Две общины крестьян, бывших Петрова и Волковой, по обоюдному соглашению соединились вместе и разделили свои поля между собой. В этих общинах земля была поделена по ревизским душам. Своего леса не имели, поэтому крестьянам приходилось покупать дрова для отопления. В общине Волковой надел находился в одной меже. У крестьян Петрова надельная земля состояла из двух участков — один находился при деревне, а другой (луга) в пустоши Ярвице Касимовского уезда, за рекой Прой, в 10 верстах от деревни. Дальние полосы отстояли от деревни за четверть версты. Общины делили пашню на 86 участков. Длина душевых полос от 15 до 25 сажень, а ширина от 2 до 3 аршин. Некоторые крестьяне арендовали луга. Один из крестьян, бывший дворовый, имел свою собственную землю. Крестьяне Огарева делили землю ежегодно по тяглам; тягло давалось каждому мужчине достигшему 20-летнего возраста. В общине был как дровяной, так и строевой лес. Строевой лес находился в общем владении с деревней Казыкино. Надельная и сверхнадельная земля находилась в 5 участках, отделённых друг от друга чужими землями; пашня была в одной меже, а луга в чересполосном владении с крестьянами деревни Казыкино. Дальние полосы отстояли от деревни в 2,5 верстах. Пашня была разделена на 59 участков. Длина душевых полос от 7 до 50 сажень, а ширина от 2 до 4 аршин.
Почвы были супесчаные и илистые, пашни — низменные, но попадались местами бугроватые. В общине Огарева луга были в основном болотистые, частью полевые и немного по берегу озера; в общине Петрова луга при деревне — кочковатые, а в пустоши Ярвице — болотистые; в общине Волковой лугов не было. Прогоны во всех общинах были удобные. В деревне было два небольших пруда и 30 колодцев с хорошей водой. Своего хлеба не хватало, поэтому его покупали в селе Спас-Клепиках. Сажали рожь, овёс, гречиху и картофель. У крестьян было 49 лошадей, 127 коров, 363 овцы, 108 свиней, а также 2 колодки пчёл, плодовых деревьев не было. Избы строили деревянные, крыли деревом и железом, топили по-белому.
Деревня входила в приход села Шеино (Казанское). В самой деревне имелась земская школа, три мельницы, маслобойня и запасный хлебный магазин. В день храмовых праздников бывали торжки. Главным местным промыслом среди женщин было вязание сетей для рыбной ловли. Мужчины из общины Волковой занимались рыбной ловлей. Кроме того, многие мужчины из всех трёх обществ занимались отхожими промыслами. Большинство из них были плотниками, на заработки уходили преимущественно в Москву, а также в Борисоглебск, Саратов и другие места.
В 1886 году в Лекинском училище обучалось 65 учеников (61 мальчик и 4 девочки) из 9 близлежащих селений (кроме Леки, также из деревень Шеино, Якушевичи, Зименки, Коренец, Ново-Черкасово, Старо-Черкасово, Погостище и Волово), при этом из самой деревни было 27 учеников. В школе обучались в основном крестьянские дети — 62 ребёнка, кроме того, было 2 мальчика из купцов и мещан и 1 мальчик из духовного сословия. Обучение производилось с 20 сентября по 5 июня. Школа занимала одноэтажное деревянное здание. В училище был введён трёхлетний курс обучения, дети разделённые на три отделения одновременно занимались в одной классной комнате с единственным учителем. Библиотека в школе отсутствовала. С 1862 года законоучителем и учителем в школе был дьякон Г. И. Добролюбов. Попечителя в школе не было.
По данным 1905 года в деревне имелись три ветряные мельницы. Основным отхожим промыслом оставалось плотничество. Ближайшее почтовое отделение и земская лечебница находились в селе Архангельском.
В декабре 1912 года и апреле 1913 года академик А. А. Шахматов изучал говор Леки.

### 1917—1991

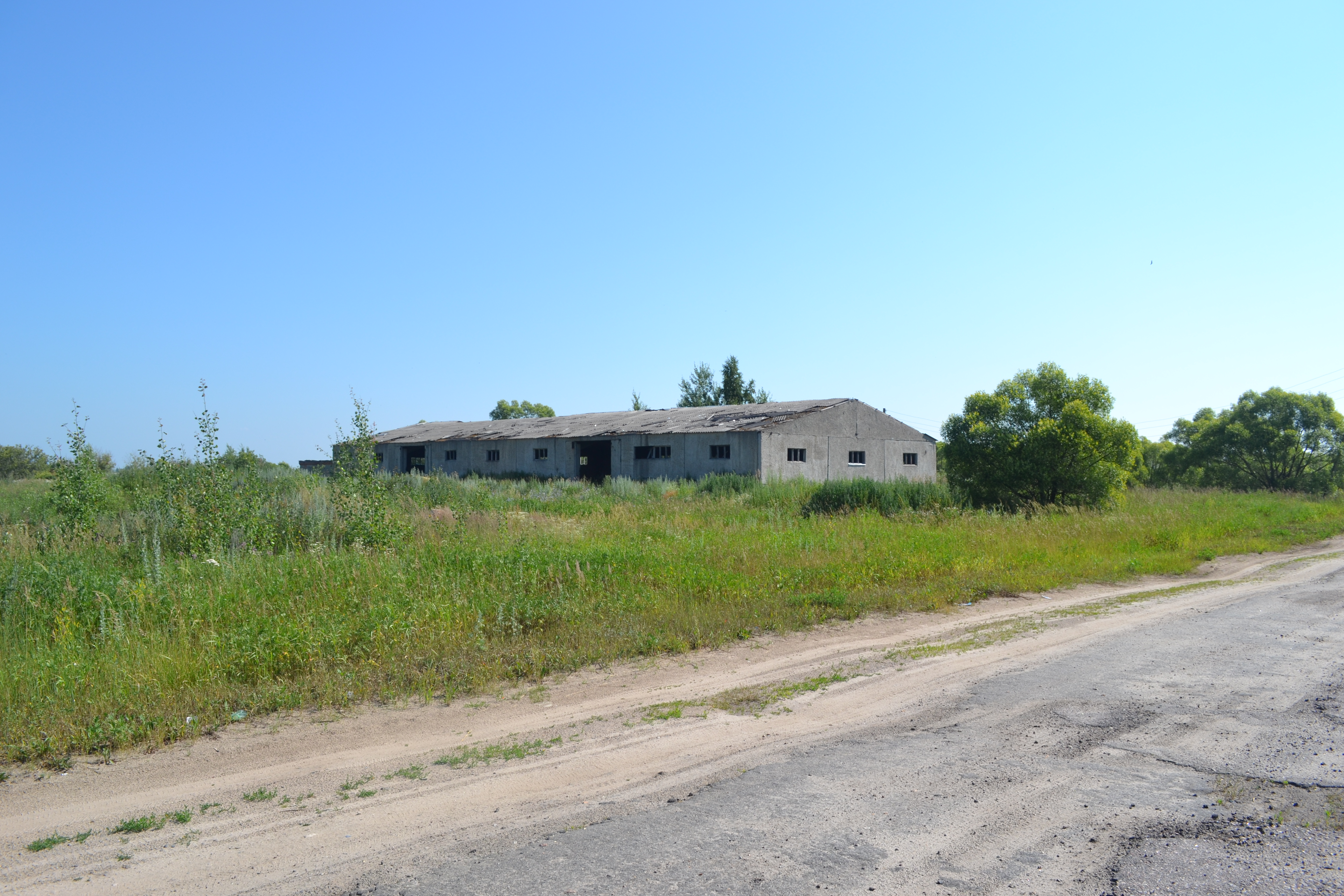
Заброшенная ферма около деревни

В 1919 году деревня Лека в составе Лекинской волости была передана из Егорьевского уезда во вновь образованный Спас-Клепиковский район Рязанской губернии. В 1921 году Спас-Клепиковский район был преобразован в Спас-Клепиковский уезд, который в 1924 году был упразднён. После упразднения Спас-Клепиковского уезда деревня передана в Рязанский уезд Рязанской губернии. В 1925 году произошло укрупнение волостей, в результате которого деревня оказалась в укрупнённой Архангельской волости. В ходе реформы административно-территориального деления СССР в 1929 году деревня вошла в состав Дмитровского района Орехово-Зуевского округа Московской области. В 1930 году округа были упразднены, а Дмитровский район переименован в Коробовский.
В 1930 году деревня Лека входила в Лекинский сельсовет Коробовского района Московской области.
В 1929 году в деревне был организован колхоз им. 8 Марта, впоследствии «Путь Ильича». Известные председатели колхоза: Кочетков (1933 год), Агапов (1934—1935 гг.), Ванцова (сентябрь 1936—1937 гг.), Карпова Татьяна Константиновна (1939—1940, 1942, 1946—1948 гг.), Багров Василий Александрович (с 26 мая 1950 года).
Дети из деревни Леки посещали начальную школу, расположенную в самой деревне.
В конце 1930-х годов жертвами политических репрессий стали три жителя деревни: Беложаева Екатерина Иосифовна, Беляков Александр Михайлович и Лушников Иван Харитонович.
Во время Великой Отечественной войны в армию были призваны 64 жителя деревни. Из них 16 человек погибли, 15 пропали без вести. Трое уроженцев деревни были награждены боевыми орденами и медалями:
- Ванцова (Андронова) Мария Михайловна (1923 г.р.) — призвана в 1942 году, служила в 1898-м зенитном полку, демобилизован в 1945 году в звании ефрейтора, была награждена медалями «За победу над Японией» и «За победу над Германией»;
- Батулина (Боронина) Анна Васильевна (1923 г.р.) — призвана в 1943 году, служила в звании рядовой, демобилизован в 1945 году, была награждена медалью «За победу над Германией»;
- Гуськов Михаил Никитич (1922 г.р.) — служил в звании младшего сержанта, был награждён орденом Красной Звезды и медалью «За отвагу»[43].
- Гуськов Андрей Андреянович (1906 г.р.) — призван в 1941 г., был награждён 2 медалями «За отвагу»,медалью "За оборону Кавказа", ранен и контужен в Польше, демобилизован в конце 1944 или начале 1945;

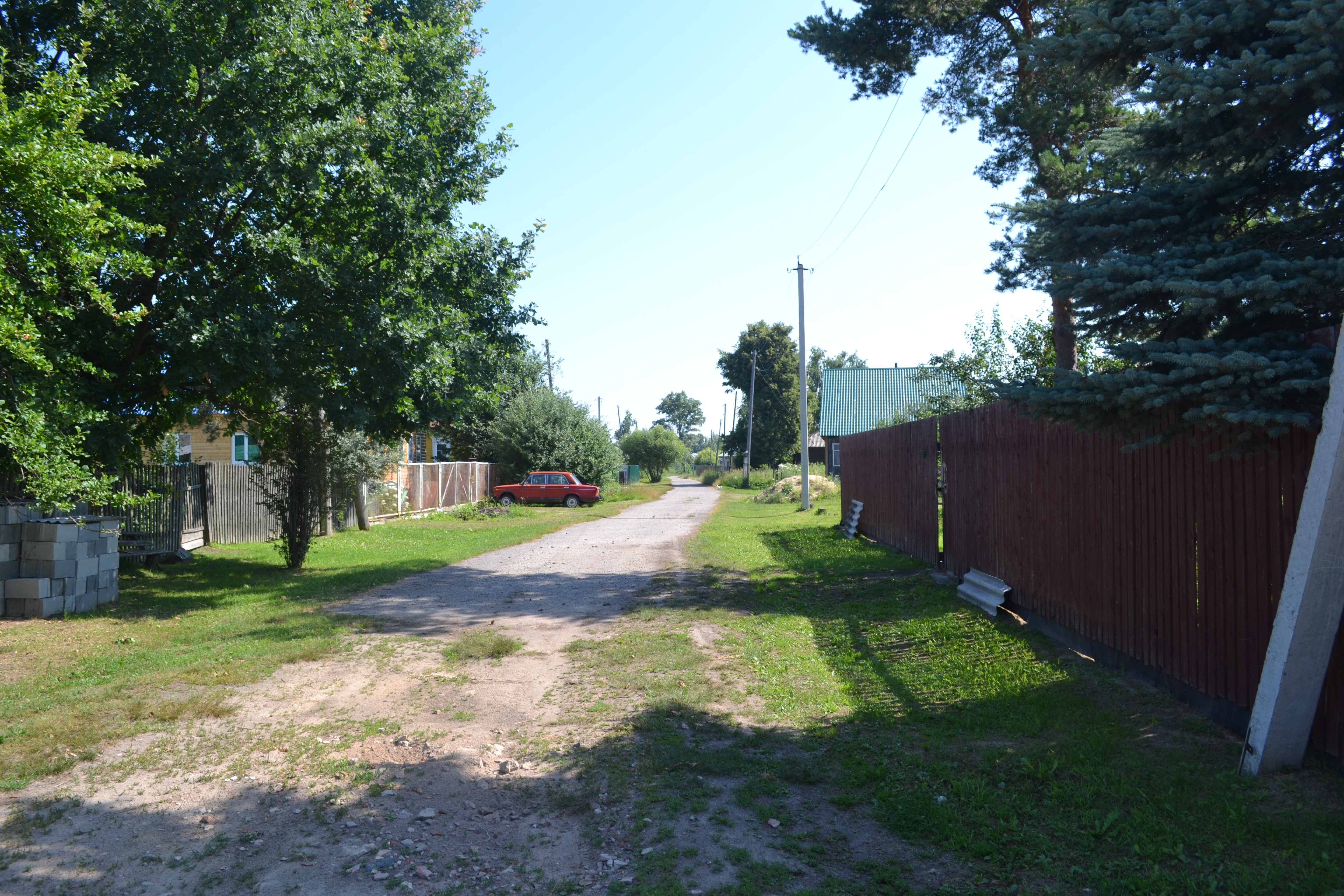
Улица в деревне

В 1951 году было произведено укрупнение колхозов, в результате которого в лекинский колхоз «Путь Ильича» вошли ещё три деревни — Ново-Черкасово, Старо-Черкасово и Погостище. Председателями укрупнённого колхоза были: Багров В. А. (до 1952 года), Строгов (с 1953 года), Рябов (1956 год), Громов В..
3 июня 1959 года Коробовский район был упразднён, Лекинский сельсовет передан Шатурскому району.
В 1960 году был создан совхоз «Пышлицкий», в который вошли все соседние деревни, в том числе Лека. Деревня являлась центром Лекинского отделения совхоза.
С конца 1962 года по начало 1965 года Лека входила в Егорьевский укрупнённый сельский район, созданный в ходе неудавшейся реформы административно-территориального деления, после чего деревня в составе Лекинского сельсовета вновь передана в Шатурский район.

### С 1991 года
В 1994 году в соответствии с новым положением о местном самоуправлении в Московской области Лекинский сельсовет был преобразован в Лекинский сельский округ. В 2004 году Лекинский сельский округ был упразднён, а его территория включена в Пышлицкий сельский округ. В 2005 году образовано Пышлицкое сельское поселение, в которое вошла деревня Лека.

## Население
| 1790 | 1812 | 1858 | 1859 | 1868 | 1885 | 1905 |
| ---- | ---- | ---- | ---- | ---- | ---- | ---- |
| 145  | ↗262 | ↗450 | ↘391 | ↗483 | ↗529 | ↘516 |
| 1970 | 1993 | 2002 | 2006 | 2010 |      |      |
| ↘216 | ↘75  | ↘58  | ↘55  | ↗63  |      |      |

Первые сведения о жителях деревни встречаются в писцовой книге Владимирского уезда 1637—1648 гг., в которой учитывалось только податное мужское население (крестьяне и бобыли). В деревне Леке было три двора: один крестьянский двор, в котором проживало 4 мужчины, и два бобыльских двора с 8 бобылями.
В переписях за 1790, 1812, 1858 (X ревизия), 1859 и 1868 годы учитывались только крестьяне. Число дворов и жителей: в 1790 году — 22 двора, 70 муж., 75 жен.; в 1812—262 чел.; в 1850 году — 60 дворов; в 1858 году — 226 муж., 224 жен.; в 1859 году — 60 дворов, 198 муж., 193 жен.; в 1868 году — 73 двора, 236 муж., 247 жен.
В 1885 году был сделан более широкий статистический обзор. В деревне проживало 526 крестьян (77 дворов, 250 муж., 276 жен.), из 107 домохозяев 30 не имели своего двора, а у одного было более одной избы. Кроме того, в деревне проживала 1 семья, не приписанная к крестьянскому обществу (2 мужчины и 1 женщина, своего двора не имели). На 1885 год грамотность среди крестьян деревни составляла более 20 % (109 человек из 526), также было 26 учащихся (25 мальчиков и 1 девочка).
В 1905 году в деревне проживало 516 человек (86 дворов, 247 муж., 269 жен.). Со второй половины XX века численность жителей деревни постепенно уменьшалась: в 1970 году — 69 дворов, 216 чел.; в 1993 году — 53 двора, 75 чел.; в 2002 году — 58 чел. (28 муж., 30 жен.).
По результатам переписи населения 2010 года в деревне проживало 63 человека (34 муж., 29 жен.), из которых трудоспособного возраста — 37 человек, старше трудоспособного — 13 человек, моложе трудоспособного — 13 человек.
Жители деревни по национальности в основном русские (по переписи 2002 года — 84 %).
Деревня входила в область распространения Лекинского говора, описанного академиком А. А. Шахматовым в 1914 году. Некоторые особенности говора до сих пор встречаются в речи старшего поколения.

## Социальная инфраструктура

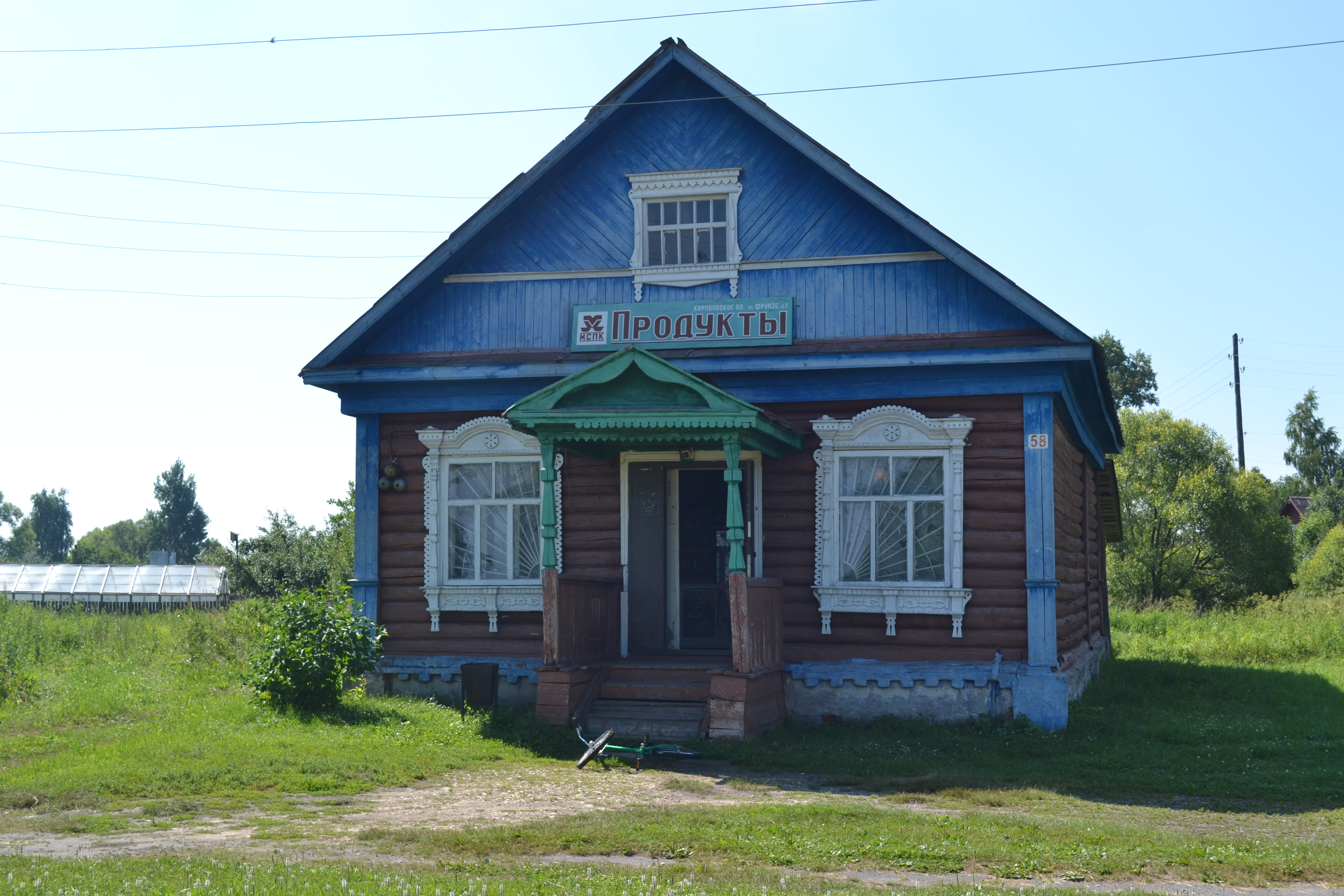
Магазин в деревне

В деревне имеется магазин и библиотека. Ближайший дом культуры и операционная касса «Сбербанка России» расположены в селе Пышлицы. Медицинское обслуживание жителей деревни обеспечивают фельдшерско-акушерский пункт, Пышлицкая амбулатория, Коробовская участковая больница и Шатурская центральная районная больница. Ближайшее отделение скорой медицинской помощи расположено в Дмитровском Погосте. Среднее образование жители деревни получают в Пышлицкой средней общеобразовательной школе.
Пожарную безопасность в деревне обеспечивают пожарные части № 275 (пожарные посты в селе Дмитровский Погост и деревне Евлево) и № 295 (пожарные посты в посёлке санатория «Озеро Белое» и селе Пышлицы).
Деревня электрифицирована, но не газифицирована. Центральное водоснабжение отсутствует, потребность в пресной воде обеспечивается общественными и частными колодцами.
Для захоронения умерших жители деревни, как правило, используют кладбище, расположенное около деревни Погостище. До середины XX века рядом с кладбищем находилась Казанская церковь, в состав прихода которой входила деревня Лека.

## Транспорт и связь
Рядом с деревней проходит асфальтированная автомобильная дорога общего пользования Дубасово-Пятница-Пестовская, на которой имеется остановочный пункт маршрутных автобусов «Лека». Деревня связана автобусным сообщением с районным центром — городом Шатурой и станцией Кривандино (маршрут № 27), селом Дмитровский Погост и деревней Гришакино (маршрут № 40), а также с городом Москвой (маршрут № 327, «Перхурово — Москва (м. Выхино)»). Ближайшая железнодорожная станция Кривандино Казанского направления находится в 49 км по автомобильной дороге.
В деревне доступна сотовая связь (2G и 3G), обеспечиваемая операторами «Билайн», «МегаФон» и «МТС». Ближайшее отделение почтовой связи, обслуживающее жителей деревни, находится в селе Пышлицы.